# Андреева, Дина Андреевна
Дина Андреевна Андре́ева (Евдокия Тихонова-Андреева; 1905—1994) — советская актриса театра и кино, театральный педагог. Народная артистка РСФСР (1969). Лауреат Сталинской премии второй степени (1952).

## Биография
Родилась 25 февраля (10 марта) 1905 года.
С 1925 года актриса МАДТ имени Е. Б. Вахтангова, педагог Театрального училища имени Б. В. Щукина.
Педагог Щукинского театрального училища при театре Вахтангова.
С 1925 года, поменяв имя Евдокия на Дина, стала актрисой московского театра им. Евг. Вахтангова. В 1925 году, когда молодая актриса влилась в труппу, театра им. Вахтангова ещё не было — это была одна из студий (а именно Третья студия) при Художественном театре, боровшаяся за свою самостоятельность. Лишь на следующий после прихода Дины Андреевой год, в 1926 г. Третья студия отделилась от МХТа и стала называться Вахтанговским театром.
В этом театре актриса проработала всю жизнь — выступала на его сцене, а как педагог преподавала в Щукинском училище при Вахтанговском театре. С этим театром она пережила эвакуацию в Омске во время Великой Отечественной войны, где театр тоже продолжал работу.
Среди её учеников: Вениамин Смехов, Наталья Гундарева.
Скончалась 10 июля 1994 года. Похоронена в Москве в колумбарии Донского кладбища.

## Творчество

### Театральные работы
- 1951 — «Егор Булычов и другие» М. Горького — Ксения
- «Западня» по Э. Золя
- «Память сердца» А. Е. Корнейчука — эпизод
- «Великая магия» Э. Де Филиппо — синьора Локашо
- «Леший» А. П. Чехова

### Фильмография
- 1953 — Команда с нашей улицы — Елена Дмитриевна
- 1956 — Безумный день — Полина Еремеевна.
- 1971 — «На всякого мудреца довольно простоты» (фильм-спектакль) — Глафира Климовна Глумова
- 1972 — «Западня» по одноимённому роману Э. Золя (фильм-спектакль) — мадам Бош
- 1973 — «Память сердца» А. Е. Корнейчука (фильм-спектакль) — эпизод
- 1980 — «Великая магия» Э. де Филиппо (фильм-спектакль) — синьора Локашо
- 1981 — «Леший» А. П. Чехова (фильм-спектакль)

## Награды и премии
- Медаль «За трудовую доблесть» (16 декабря 1946)[1]
- Народная артистка РСФСР (1969)
- Заслуженная артистка РСФСР (23 июля 1954)
- Сталинская премия второй степени (1952) — за исполнение роли Ксении в спектакле «Егор Булычов и другие» М. Горького